# Marcelo Fernández
Marcelo Fabián Fernández Benítez (ur. 25 października 2001 w Itá) – paragwajski piłkarz grający na pozycji napastnika w paragwajskim klubie Club Libertad. Młodzieżowy reprezentant Paragwaju. Uczestnik Letnich Igrzysk Olimpijskich 2024 w Paryżu.

## Sukcesy

### Club Libertad
- Mistrzostwo Paragwaju: Apertura 2023(inne języki), Clausura 2023(inne języki), Apertura 2024(inne języki)
- Puchar Paragwaju(inne języki): 2023(inne języki)